# Жорж Молляр
Жорж Молляр (фр. Georges Mollard, 25 квітня 1902 — 2 листопада 1986) — французький яхтсмен.
Бронзовий призер Олімпійських Ігор 1924 року в класі 8 метрів.